# Thure Lindhardt
Thure Frank Lindhardt (Copenaghen, 24 dicembre 1974) è un attore danese, che ha frequentato la scuola drammatica presso il teatro di Odense nel 1998.

## Biografia
Figlio di genitori divorziati, Lindhardt è nato a Copenaghen ed è cresciuto a Roskilde. Quando aveva dodici anni, ottenne una parte nel film Pelle alla conquista del mondo di Bille August. Il successo in patria è giunto con l'interpretazione di un ragazzo affetto da autismo nel film Her i nærheden (A Place Nearby in inglese), accanto all'attrice Ghita Nørby.
Da allora, ha ottenuto parti in vari film e serie televisive, che includono Into the Wild - Nelle terre selvagge, Was nützt die Liebe in Gedanken, Sugar Rush, Princess, Rejseholdet e L'ombra del nemico. In quest'ultimo, ambientato durante la seconda guerra mondiale, affianca Mads Mikkelsen nell'interpretare due combattenti dell'Holger Danske, un gruppo della resistenza danese.
Successivamente, ha interpretato il ruolo di un giovane ufficiale della guardia svizzera, il tenente Chartrand, in Angeli e demoni, diretto da Ron Howard.
È stato il co-protagonista accanto a Sofia Helin della terza e quarta stagione della serie televisiva The Bridge - La serie originale (nota con il titolo Bron in lingua svedese e Broen in danese) nel ruolo del detective Henrik Sabroe.

## Filmografia

### Cinema
- Negerkys og labre larver (1987)
- Pelle alla conquista del mondo (1987)
- Pieces - cortometraggio (1998)
- Her i nærheden (2000)
- Juliane (2000)
- Far from China (2001)
- Nude, Descending... (2002)
- One Hell of a Christmas (2002)
- Kokken - cortometraggio (2002)
- Slim Slam Slum (2002)
- Debutanten - cortometraggio (2002)
- Bondefanger - cortometraggio (2003)
- Was nützt die Liebe in Gedanken (2004)
- Farland (2004)
- Nordkraft (2005)
- Bag det stille ydre (2005)
- Princess (2006) - voce
- Korridorerne - cortometraggio (2006)
- Pistoleros (2007)
- Into the Wild - Nelle terre selvagge (2007)
- Daisy Diamond (2007)
- Reise nach Amerika (2008)
- L'ombra del nemico (2008)
- The Duality of Love - cortometraggio (2008)
- Blå mænd (2008)
- Lille soldat (2008)
- Angeli e demoni (2009)
- De vilde svaner (2009)
- Fratellanza - Brotherhood (2009)
- Julefrokosten (2009)
- Sandheden om mænd (2010)
- The Island (2011)
- Keep the Lights On, regia di Ira Sachs (2012)
- Eddie (2012)
- Byzantium, regia di Neil Jordan (2012)
- 3096, regia di Sherry Hormann (2013)
- Fast & Furious 6 (Furious 6), regia di Justin Lin (2013)
- La spia russa (Despite the Falling Snow), regia di Shamim Sarif (2016)
- Kill Command, regia di Steven Gomez (2016)

### Televisione
- Strisser på Samsø – serie TV, 1 episodio (1989)
- Morten Korch - Ved stillebækken – serie TV, 11 episodi (2000)
- Edderkoppen – miniserie TV (2000)
- Rejseholdet – serie TV, 2 episodi (2002)
- Jungledyret Hugo – serie TV, 13 episodi (2003) - voce
- OBLS – serie TV, documentario (2003)
- Skjulte spor – serie TV, 1 episodio (2003)
- Forsvar – serie TV, 1 episodio (2003)
- The Fairytaler – serie TV, 5 episodi (2004-2005) - voce
- Sugar Rush – serie TV, 3 episodi (2006)
- Nachtschicht – serie TV, 1 episodio (2009)
- Blekingegade – serie TV, 5 episodi (2009-2010)
- Das Duo – serie TV, 1 episodio (2010)
- Alles Liebe – film TV (2010)
- Hindenburg - L'ultimo volo – serie TV (2011)
- Amore tra i fiordi (Liebe am Fjord) – serie TV, 1 episodio (2011)
- I Borgia (The Borgias) – serie TV, 10 episodi (2013)
- Tatort – serie TV, 2 episodi (2009, 2015)
- The Bridge - La serie originale – serie TV, 18 episodi (2015-2018)
- The Last Kingdom – serie TV, 4 episodi (2017)

## Doppiatori italiani
Nelle versioni in italiano delle opere in cui ha recitato, Thure Lindhardt è stato doppiato da:
- Federico Di Pofi in Into the Wild - Nelle terre selvagge
- Alessandro Budroni in Angeli e demoni
- Roberto Certomà in Byzantium, Fast & Furious 6
- Emiliano Coltorti in I Borgia
- Paolo Carenzo in Kill Command